# Sankelmark
Sankelmark is een plaats en voormalige gemeente in de Duitse deelstaat Sleeswijk-Holstein, en maakt deel uit van de gemeente Oeversee in de Kreis Schleswig-Flensburg.